# Vành đai Giám mục

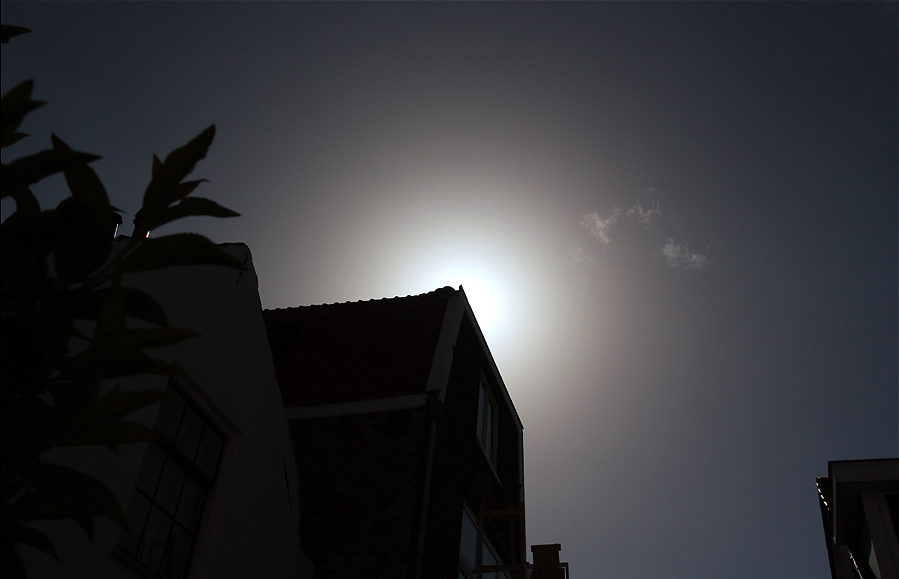
Vành đai của Giám mục quanh Mặt Trời do tro núi lửa của núi lửa Eyjafjallajökull trên Iceland. Ảnh chụp từ Leiden, Hà Lan, bởi Marco Langbroek vào ngày 18 tháng 5 năm 2010.

Vành đai Giám mục là một quầng sáng màu nâu hoặc hơi xanh lan tỏa xung quanh Mặt Trời. Nó thường được quan sát sau đợt phun trào núi lửa lớn. Quan sát đầu tiên được ghi lại về Vành đai Giám mục là của Linh mục Sereno Edwards của Honolulu, sau vụ phun trào Krakatoa ngày 27 tháng 8 năm 1883.
Vụ nổ khổng lồ này đã ném một lượng lớn bụi và khí dễ bay hơi vào khí quyển. Các bụi khí sunfat vẫn tồn tại trong tầng bình lưu, gây ra bình minh và hoàng hôn đầy màu sắc trong vài năm. Quan sát đầu tiên về vành đai này được xuất bản vào năm 1883, được mô tả như một vầng hào quang mờ nhạt trên Mặt Trời. Giám mục đã quan sát hiện tượng này vào ngày 5 tháng 9 năm 1883; hiện tượng này sau đó đã được mang tên ông, và là chủ đề của một luận án 1886 thuộc về giáo sư (Habilitationsschrift) bởi Albert Riggenbach.
Hầu hết các quan sát đều đồng ý rằng vành trong của vòng có màu trắng hoặc hơi trắng và bên ngoài của nó có màu đỏ, nâu hoặc tím. Khu vực được bao quanh bởi vòng sáng hơn đáng kể so với môi trường xung quanh. Từ chuỗi màu với màu đỏ ở bên ngoài, người ta có thể kết luận rằng hiện tượng này là do nhiễu xạ vì hào quang luôn có phần màu đỏ ở bên trong. Trung bình, bán kính của vòng khoảng 28°, nhưng nó có thể thay đổi trong khoảng từ 10° đến 30°, tùy thuộc vào kích thước bụi. Tối đa 30 ° là bán kính khá lớn, chỉ có thể gây ra bởi các hạt rất nhỏ (0,002 mm) mà tất cả phải có cùng kích thước.
Các bụi khí hợp chất lưu huỳnh có nguồn gốc từ các vụ phun trào núi lửa đã được tìm thấy là nguồn gốc cho hiệu ứng Vành đai Giám mục. Một Vành đai Giám mục đã được quan sát trong một thời gian dài ở Nhật Bản sau khi vụ phun trào của núi Pinatubo.